# Kōsaka Masanobu
Kosaka Masanobu (高坂 昌信 (Cao Phản Xương Tín) Kōsaka Masanobu, 1527–1578) là con trai của Kasuga Ôsumi no Kami, còn có tên khác là Gengorô hay Toratsuna. Ông là một trong 24 vị tướng giỏi phục vụ cho Takeda Shingen trong suốt Thời kỳ Sengoku của Nhật Bản.
Cùng với Sanada Yukitaka và Hoshina Masatoshi, ông là một trong 3 Danjô trong dòng họ nhà Takeda, được đặt cho biệt danh là "Nige Danjō" vì sự cẩn trọng khi hành binh và thoái quân khôn khéo của mình. Ông là một trong 4 tướng lĩnh được tin cậy nhất của Shingen, cùng Baba Nobufusa, Naitō Masatoyo, Masakage Yamagata. Masanobu được Takeda tin tưởng giữ thành Kaizu nằm ở phía đông bắc lãnh thổ của Takeda.
Trong cuộc chiến Kawanakajima thứ 4 diễn ra tại Shinano,khi quân của Uesugi Kenshin tấn công Takeda ở cao nguyên Hachiman, Masanobu, cùng Baba Nobufusa, đã tấn công quân đội của Kenshin từ phía sau. Trong chiến dịch Nagashino vào năm 1575, ông được giao phòng thủ lãnh thổ phía bắc chống Kenshin. Sau khi nghe tin thất trận ở Nagashino, ông dẫn 8000 quân từ Kai đến tiếp ứng cho Takeda Katsuyori, người thừa kế của Takeda Shingen, rút lui.
Kosaka thường được cho là chỉ trích Katsuyori thẳng thắng, nên bị ép bãi miễn năm 1578. ông mất vì bị bệnh cùng trong năm đó.
Ông có một người con trai là Kosaka Masazumi.